# Parni stroj
Parni stroj je motor z zunanjim zgorevanjem, ki toplotno energijo vodne pare pretvarja v mehansko delo.
V parnih strojih je delovna tekočina (voda oziroma para) ločena od produktov zgorevanja. Idealen termodinamski proces, ki se uporablja za analizo delovanja parnega stroja, je Clausius-Rankinov cikel. V tem ciklu se voda s segrevanjem v parnem kotlu pretvori v paro, katere tlak je višji od zračnega tlaka. Para nato v valju potisne bat in s tem opravi mehansko delo. Para z znižanim tlakom se nato izpusti v ozračje ali kondenzira in črpa nazaj v parni kotel.
Izraz parni stroj se lahko nanaša na celoten sklop enot, vključno s parnim kotlom, na primer na parnih lokomotivah, ali samo na valj in bat ali turbino, na primer na strojih s prečnikom in stacionarnih parnih strojih. Posebne stroje, na primer parna kladiva in vrtalnike, žene para iz samostojnih parnih zalogovnikov.
Raba vodne pare za proizvodnjo mehanskega gibanja je stara več kot 2000 let. Prve naprave niso bile kdo ve kako uporabne. Prvi patent za parni stroj je dobil španski izumitelj Jerónimo de Ayanz leta 1606. Leta 1698 je Thomas Savery patentiral parno črpalko, v kateri je bila para v neposrednem stiku z vodo, katero je črpala. Saveryjeva črpalka je s kondenzacijo pare ustvarjala podtlak, ki je v črpalko posrkal vodo, sveža para pa jo je v naslednjem taktu potisnila iz črpalke. Prvi tržno zanimiv stroj je bil atmosferski parni stroj Thomasa Newcomena iz leta 1712, ki se je uporabljal za črpanje vode iz rudnikov.
Leta 1781 je James Watt patentiral parni stroj z zunanjim kondenzatorjem, ki je proizvajal stalno krožno gibanje. Stroj je imel deset konjskih moči in je lahko poganjal različne stroje. Stroji so bili lahko nameščeni povsod, kjer so bili na razpolago voda in premog ali drva in zato zelo uporabni. Do leta 1883 se je moč največjih strojev povečala na 10.000 konjskih moči. Stacionarni parni stroji so bili ključna gonilna sila industrijske revolucije. Newcomenovi in Wattovi atmosferski stroji so bili veliki v primerjavi z močjo, ki so jo proizvedli, kasnejši visokotlačni parni stroji pa so postali dovolj lahki, da so se lahko vgrajevali primer na traktorje in železniške lokomotive.
Parni stroji z dvojnim delovanjem so ostali prevladujoč vir moči do začetka 20. stoletja, ko so se dovolj razvili elektromotorji in motorji z notranjim zgorevanjem. Slednji so postopoma povsem nadomestili batne parne stroje. Če upoštevamo, da večino električne energije na svetu proizvedejo parne turbine, »parna doba«  še vedno traja in v mnogo večjem obsegu kot na začetku 20. stoletja.
Največji ohranjeni parni stroj v Sloveniji, verjetno pa tudi v Evropi, je iz leta 1893, in stoji na ozemlju nekdanjega rudnika živega srebra v Idriji.

## Zgodovina

### Prvi stroji in izboljšave
- Aelolipil ali Heronova buča, ki jo je opisal Heron Aleksandrijski v 1. stoletju n. št., se šteje za prvi dokumentirani parni stroj. Navor sta ustvarjala curka pare, ki sta iztekala iz buče.
- V Španskem kraljestvu je izumitelj Jerónimo de Ayanz y Beaumont leta 1606 dobil patent za preprosto črpalko, ki jo je gnala vodna para.
- Thomas Savery je leta 1698 patentiral prvi delujoči ognjeni stroj z eno konjsko močjo (750 W), ki je deloval pri zračnem tlaku. Stroj ni imel nobenega gibljivega dela ampak samo pipe.[7] Bil je nekakšen toplotni sifon, v katerem se je vodna para iz kotla spustila v prazno posodo in kondenzirala. Nastali podtlak je posesal vodo iz zbiralnika na dnu rudnika. Stroj ni bil zelo učikovit in je lahko deloval samo do globine približno 9 metrov.
- Thomas Newcomen je leta 1712 razvil prvi tržno uspešem batni parni stroj s pet konjskimi močmi. Deloval je na osnovi kondenzacije pare v valju, ki je omogočila, da je zračni tlak potisnil bat v naprotno smer in prozvedel mehansko delo.
- James Watt je leta 1781 patentiral parni stroj z močjo 10 konjskih moči (7.500 W), ki je proizvajal neprekinjeno  krožno gibanje. Bil je prvi, ki je deloval pri tlaku, malo višjem od zračnega tlaka. Njegov stroj je bil izboljšan Newcomenov stroj.
- Richard Trevithick je v letih 1797-1799 dodelal parni stroj do te mere, da je postal lahek in je deloval pri visokem tlaku. Stroj je bil dovolj majhen, da je bil uporaben tudi v manjših podjetjih na lokomotivah.

Parni stroji so se sprva uporabljali predvsem za pogon batnih črpalk, po izumu rotacijskega pogona, ki je premo gibanje pretvarjal v krožno, pa se je njihova uporabnost razširila na industrijo, najprej na predilnice iz tkalnice. Na začetku 19. stoletja so se začeli uporabljati tudi za pogon vodnih in kopenskih transportnih sredstev in postali gonilna sila industrijske revolucije.
Na razmerje moč/masa stroja je na splošno najbolj vplivala masa kotlov in kondenzatorjev. Razmerje je bilo mnogo manjše od razmerja v sodobnih motorjih z notranjim zgorevanjem. V vozilih so zato paro povsem izpodrinili motorji z notranjim zgorevanjem ali elektromotorji, medtem ko se večina električne energije še vedno proizvede preko parnih turbin. Od pare je zato posredno še vedno odvisna večina svetovne industrije. 

### Začetki
Zgodovina parnega motorja se je začela v 1. stoletju n. št. Prva dokumentirana naprava, ki je bila nekakšen parni stroj, je bil aeolipil, ki ga je opisal grški matematik Heron iz Aleksandrije.  V naslednjih stoletjih je bilo izdelanih nekaj  aeolipilu podobnih naprav, ki niso imele nobene uporabne vrednosti in so bile namenjene predvsem prikazu lastnosti pare. Enostavno parno turbino sta opisala arabski učenjak  Taki al-Din leta 1551 in Giovanni Branca leta 1629.  Jerónimo de Ayanz y Beaumont je leta 1606 pridobil patent za petdeset iznajdb, vključno s parno črpalko za črpanje vode iz rudnikov. Francoski izumitelj Denis Papin je razen Papinovega lonca leta 1690 izdelal tudi prvi parni stroj z batom, ki je lahko dvignil utež in s tem opravil nekaj koristnega dela.

### Parne črpalke
Prva naprava na parni pogon je bila vodna črpalka, ki jo je leta 1698 razvil Thomas Savery.  Delovala je na osnovi kondenzacije pare. Kondenzacija je ustvarila podtlak, ki je dvignil vodo navzgor, v naslednjem taktu pa jo je para potisnila navzgor. Majhni stroji so delovali dosti dobro, veliki pa so bili problematični. Vodo so lahko dvignili samo do omejene višine in bili nagnjeni k eksplozijam kotlov. Do neke mere so bili uporabni v rudnikih, črpalnih postajah in za dovajanje vode na vodna kolesa, ki so gnala tekstilne stroje. Pomembna lastnost Saveryjevih strojev je bila njihova nizka cena. Njegov stroj je temeljito izboljšal portugalski znanstvenik Bento de Moura Portugal, »da je lahko deloval samostojno«, kot ga je opisal John Smeaton leta 1751. Stroje so proizvajali do poznega 18. stoletja. Eden od njih je dokumentirano deloval do leta 1820.

### Batni parni stroji
Prvi tržno uspešen pravi stroj, ki je lahko ustvarjal energijo in jo prenašal delovne stroje, je bil atmosferski stroj, ki ga je izumil  Thomas Newcomen okrog leta 1712. Bil je izboljšana Saveryjeva parna črpalka z batom, ki ga je predlagal že Papin. Stroj je bil relativno neučinkovit in se je uporabljal predvsem za črpanje vode. Deloval je z ustvarjanjem podtlaka s kondenzacijo pare nad batom v zaprtem valju. V rudnikih je lahko črpal vodo iz globin, ki so bile dotlej prevelike. V tovarnah, v katerih so stroje gnala vodna kolesa, je vodo izpod vodnih koles črpal v rezervoarje nad njimi.
Leta  1720 je Jacob Leupold izumil dvovaljni visokotlačni parni stroj. Izum je objavil v svojem obsežnem delu Theatri Machinarum Hydraulicarum. Stroj je imel dva masivna bata, ki sta gnala vodno črpalko. Bata sta se v izhodni položaj vračala s težnostjo. Njuno delovanje je krmilil vrtljiv štiripotni ventil, priključen neposredno na parni kotel.
Naslednji velik korak v razvoju parnih strojev je opravil James Watt, ki je v letih 1763-1775 izboljšal Newcomenov stroj, tako da mu je dodal kondenzator. Prvi stroji, ki jih je proizvedlo podjetje Boulton in  Watt so porabili pol manj premoga kot Newcomenov stroj z enako močjo, ki ga je izboljšal John Smeaton. Vsi prvi stroji so bili atmosferski. To pomeni, da jih je gnal zračni tlak, ki je potisnil bat v prostor s podtlakom, ki ga je ustvarila kondenzacija pare. Ker je pritisk zraka relativno majhen, so morali biti bati temu primerno veliki.
Watt je še naprej razvijal svoj stroj in mu dodal planetni pogon, ki je premo gibanje spremenil v vrtenje, s čimer je stroj postal primeren za pogon tovarniških strojev. Stroj je omogočil gradnjo tovarn tudi v krajih, oddaljenih od vodnih tokov, kar je pospešilo tempo industrijske revolucije.

### Visokotlačni stroji
Wattov patentirani parni kondenzator je preprečeval drugim proizvajalcem proizvodnjo visotlačnih in sestavljenih parnih strojev. Kmalu po izteku patenta leta 1800 sta začela Richard Trevithick in neodvisno od njega Oliver Evans  leta 1801 proizvajati visokotlačne parne stroje. Trevithick je leta 1802 za svoj visokotlačni stroj dobil patent Evans pa je že pred tem izdelal nekaj delujočih modelov. Ti stroji so imeli veliko večjo moč od atmosferskih strojev z enakimi valji in lahko bili dovolj majhni za vgradnjo v vozila. Tehnološki razvoj strojev in izboljšave v tehnikah izdelave so dali še bolj učinkovite in zato manjše, hitrejše in močnejše stroje, prilagojene namenu uporabe.
Cornwalski stroj je razvil Trevithick s sodelavci v 1810. letih.Stroj je visokotlačno paro kondenziral samo do nizkotlačne pare in bil zato dokaj učinkovit. Ker sta bila njegovo gibanje in navor med ciklom neenakomerna, je bila njegova uporaba omejena na črpanje vode v rudnikih. Uporabljal se je do poznega 19. stoletja.

### Horizontalni stacionarni stroj
Prvi konstruktorji stacionarnih parnih strojev so menili, da se bodo horizontalni valji prekomerno obrabljali in zato načrtovali stroje s pokončnim valjem. Sčasoma je postala bolj priljubljena horizontalna lega valja, ker je omogočala vgradnjo močnih, vendar kompaktnih strojev, v majhne prostore.
Vrhunski horizontalni parni stroj je patentiral Corliss leta 1848. Protitočni stroj s štirimi ventili je imel ločeno vpihavanje in izpuh pare in avtomatsko krmiljenje dotoka pare. Corliss je za stroj dobil Rumfordovo medaljo in ob tem izjavil, da »od Wattovih časov nihče ni tako povečal učinkovitosti parnega stroja«. Stroj je razen tega, da je porabil 30 % manj pare, z avtomatskim krmiljenjem zagotavljal bolj enakomerno hitrost in bil zato bolj primeren za rabo v industriji, zlasti v predilnicah bombaža.

### Cestna vozila
Prvo eksperimentalno cestno vozilo na parni pogon so zgradili v poznem 18. stoletju. Parni stroji so postali uporabni za vgradnjo v cestna vozila šele po iznajdbi visokotlačnega parnega stroja okrog leta 1800. V prvi polovici 19. stoletja so zelo napredovali in bili v 1850. letih zreli za vgradnjo v cestna vozila. Razvoj je zavirala predvsem zakonodaja, ki je prepovedovala vgrajevanje parnih strojev v cestna vozila. Izboljšave v tehnologoji vozil so se nadaljevale od 1860. do 1920. let. Hiter razvoj motorjev z notranjim zgorevanjem v 20. stoletju je izpodrinil rabo parnih strojev, tako da je po drugi svetovni vojni para gnala samo še nekaj vozil. Veliko takšnih vozil so vzdrževali navdušenci in številni primerki so se ohranili do danes. 

### Plovila
Proti koncu 19. stoletja so se začeli na široko uporabljati večstopenjski parni stroji. V njih se je izpušna para iz prvega valja vodila v naslednje vedno večje valje, ki so delovali pri vedno manjšem delovnem tlaku in izboljšali izkoristek stroja. Najpogostejši so bili stroji z dvema ali tremi valji. Vgrajevali so se predvsem v plovila, na katerih je bil izkoristek še kako pomemben zaradi omejene količine premoga. Parni stroji so ostali glavni ladijski pogonski stroji do zgodnjega 20. stoletja, ko so se začeli na ladje postopoma vgrajevati motorji z notranjim zgorevanjem in elektromotorji, kasneje pa parne turbine.

### Parne lokomotive
Izumitelji so že v 18. stoletju večkrat poskušali vgraditi parni stroj v cestna in železniška vozila. Leta 1784 je škotski izumitelj  William Murdoch izdelal prototip parne cestne lokomotive.  V 1780. ali 1790. letih je delujoč model železniške lokomotive zasnoval in izdelal tudi ameriški izumitelj John Fitch, ki se je sicer ukvarjal s parniki.
Prvo uporabno parno lokomotivo je izdelal Britanec Richard Trevithick. Prva vožnja z neimenovano lokomotivo se je zgodila 21. februarja 1804 na tramvajski progi med železarno Pen-y-darren in Abercynonom v južnem Walesu. V lokomotivo so bile vgrajene številne pomembne novosti, vključno z rabo visototlačne pare, ki je zmajšala težo motorja in povečala njegovo učinkovitost. Industrijske železnice v premogovnikih v severovzhodni Angliji so postale glavno središče za preskušanje in razvoj parnih lokomotiv.
Trevithick je nadaljeval razvoj na treh lokomotivah in ga leta 1808 zaključil z lokomotivo Catch Me Who Can (Ujemi me, kdor more). Samo štiri leta kasneje je Matthew Murray  izdelal lokomotivo Salamanca z uspešnim dvocilindskim parnim strojem. Imela je zobniški pogon in vozila po Middletonski železniški progi,  prvi javni železniški progi na svetu, po kateri so vozile parne lokomotive. George Stephenson je leta 1825 za družbo Stockton and Darlington Railway izdelal lokomotivo Locomotion in leta 1829 s sinom Robertom Stephensonom lokomotivo The Rocket, ki je na tekmovanju v Rainhillu dosegla hitrost 46 km/h in zmagala. Od leta 1830 je redno vozila na progi Liverpool-Manchester. 
Parne lokomotive so se na Kitajskem in v nekdanji Vzhodni Nemčiji proizvajale še v drugi polovici 20. stoletja.
- Razvoj parnih lokomotiv
- Catch Me Who Can (1808)
- Salamanca (1812)
- Blücher (1814)
- Locomotion No. 1 (1825)
- Lancashire Witch (1828)
- The Rocket (1829)
- Vzhodnonemška lokomotiva razreda 52.80 (1960-1967), v uporabi približno do leta 1988

### Parne turbine
Razvoj parnega stoja se je končal v poznem 19. stoletju z iznajdbo  parne turbine, ki je mnogo bolj učinkovita v primeravi z batnimi parnimi stroji. Turbine dosežejo moč več sto kW, imajo manj gibljivih delov in dajejo krožno gibanje brez kakršnih koli vmesnih elementov. Parne turbine so zaradi mnogo večje učinkovitosti v proizvodnji električne energije že na začetku 20. stoletja skoraj v celoti zamenjale batne parne stroje. Parne turbine danes zagotavljajo večino električne energije in poganjajo večino velikih ladij. 

### Sedanji razvoj
Četudi recipročni parni stroji niso več v široki rabi, številne družbe preučujejo njihovo izkoriščanje kot alternativo motorjem z notranjim zgorevanjem. Švedska družba Energiprojekt AB je z rabo sodobnih gradiv povečala izkoristek visokotlačnih parnih strojev na 27-30%. Enostopenjski petvaljni stroj s pregreto paro porabi približno 4 kg pare za eno proizvedeno kWh energije.

## Sestavni deli in oprema parnega stroja
Parni stroj ima dva osnovna sklopa: parni kotel in parni stroj v ožjem smislu. Stacionarni parni stroji v zgradbah imajo lahko parni kotel ločen od stroja. Prenosni ali prevozni parni stroji, na primer na parnih lokomotivah, imajo oba sklopa skupaj.
Batni parni stroji imajo običajno litoželezen valj z odprtinama za dotok in izpuh pare, bat, batnico, drog ali gred, vztrajnik in različne vezne elemente. Para se vpihava in izpušča preko enega ali več ventilov. Hitrost se regulira avtomatsko preko centrifugalnega regulatorja ali z ročnim ventilom. 
Stroji z zunanjim kondenzatorjem se razlikujejo od strojev z izpustom izrabljene pare na prosto.
K dodatni opremi spadajo črpalke za napajalno kotlovno vodo in črpalke za vračaje kondenčne vode, pregrevalniki pare, ki dvignejo temperaturo pare nad temperaturo vrelišča vode, in različni mehanizmi, povezani s kuriščem. Če se kot gorivo uporablja premog, ima kotel lahko verižni ali polžast mehanizem za avtomatsko doziranje premoga.